# هیلا پلگ
هیلا پلگ (انگلیسی: Hila Peleg؛ زادهٔ ۱۹۷۶) کارگردان فیلم، نمایشگاه‌گردان، فیلم‌ساز مستند، و کارگردان هنری است. هیلا در برلین آلمان زندگی می‌کند.